# Сидоров Леонід Георгійович
Леонід Георгійович Сидоров (нар. 1894 — пом. 1941) — український радянський графік.

## Творчість
Працював у галузі сатиричної графіки, плаката та ілюстрації. Публікував малюнки в журналах «Тиски» (Київ), «Червоний перець», «Кіно» (обидва — Харків), газетах «Киевский большевик», «Красная Армия», «Радянське село», «Соціалістична Харківщина».